# 莫森海
莫森海是南大洋的陸緣海，位於南極洲東部，西面是沙克爾頓冰架，長800公里，面積333,000平方公里，最大水深超過1,000，該海以澳洲探險家命名。
65°00′S 105°00′E / 65.000°S 105.000°E